# Procarbazin
Procarbazin (Handelsname: Natulan®) ist ein Chemotherapeutikum, das zu der Gruppe der Alkylantien gehört. Es ist ein Prodrug, das in Azoprocarbazin umgewandelt wird. Die Metabolisierung erfolgt hepatisch und in den Erythrozyten.
Der Arzneistoff wird unter anderem eingesetzt zur Behandlung von Morbus Hodgkin, Non-Hodgkin-Lymphomen, zerebralen Neoplasien und bei einer bestimmten Form des Lungenkrebses, dem kleinzelligen Bronchialkarzinom.
Häufige Nebenwirkungen sind die Entstehung eines Mangel an weißen Blutkörperchen (Leukozyten) und Blutplättchen (Thrombozyten), sogenannten Leukopenien beziehungsweise Thrombozytopenien. Darüber hinaus kann es unter anderem zu Übelkeit, Erbrechen, Sterilität und Sensibilitätsstörungen kommen.
Procarbazin wurde auch kausal mit Pleuraerguss in Verbindung gebracht.